# Klimov M-105
Le Klimov M-105 est un moteur d'avion V12 à refroidissement liquide conçu par le bureau d'études soviétique Klimov à la fin des années 1930 et largement utilisé au cours de la Seconde Guerre mondiale.

## Développement
Le M-105, conçu juste avant le déclenchement de la Seconde Guerre mondiale, doit beaucoup à l'expérience acquise par l'OKB Klimov en travaillant sur le M-100, un Hispano-Suiza 12Y construit sous licence. Outre un compresseur à deux vitesses, le M-105 présente plusieurs améliorations comme deux soupapes d'admission par cylindre et un vilebrequin à contrepoids, pour réduire les vibrations du moteur. Quelque 129 000 M-105, variantes incluses, ont été construits.
Au cours de la guerre, les moteurs Klimov ont changé de désignation, abandonnant la lettre « M » (pour moteur) pour celles de « VK », initiales du concepteur en chef (Vladimir Klimov).

## Variantes
- M-105 - (1100 chevaux (820 kW)) Première version produite à la fin de 1939. Installé sur certains chasseurs d'avant-guerre.
- M-105P - premier moteur de la production de série (1050 chevaux (780 kW)). Capable d'accepter un autocanon dans le "V" entre les rangées de cylindres. Installé dans la plupart des chasseurs soviétiques d'avant-guerre - Yak-1, LaGG-1 et plusieurs avions expérimentaux. 1940
- M-105 Pa - (1200 chevaux (890 kW)) Amélioration de 1941.
- M-105PF (VK-105PF) - (1260 chevaux (940 kW)) 1942 Modification avec une augmentation significative puissance au détriment des performances à haute altitude. En dépit des préoccupations de Klimov sur la diminution de durée de vie en service, le moteur a été poussé en production à l'insistance de Yakovlev, et poursuite de l'exploitation de la version "PF" a montré que cette décision était la bonne. Le "PF" a été installé sur les plus nombreuses versions de chasseurs "Yak" - Yak-1B, Yak-7B, Yak-9.
- VK-105PF2 & PF3 - (1 300  à   1 360 chevaux (970  à   1 015 kW)) Poursuite de l'augmentation de la puissance de sortie, dont on croyait avoir épuisé le potentiel. Le "PF2" a été installé sur le Yak-3.
- M-105PD - (1170 chevaux (870 kW)) Moteur avec turbocompresseur E-100 2 étages, version expérimentale à haute altitude, sans succès.
- M-105R - (1100 chevaux (820 kW)) Diminution de la démultiplication de l'hélice pour les bombardiers. Installé sur Pe-2, BB-22 (Yak-4) entre-autres.
- M-105RA - (1110 chevaux (830 kW)) M-105 Pa avec une diminution de la réduction d'hélice pour les avions de bombardement.

## Utilisation
Le M-105 a motorisé de nombreux avions, parmi lesquels :
- Lavochkin-Gorbunov-Goudkov LaGG-1
- Lavochkin-Gorbunov-Goudkov LaGG-3
- Mörkö-Moraani
- Petliakov Pe-2
- Petliakov Pe-3
- Yakovlev Yak-1
- Yakovlev Yak-2
- Yakovlev Yak-3
- Yakovlev Yak-4
- Yakovlev Yak-7
- Yakovlev Yak-9
- Yermolaïev Yer-2